# Porta d'Europa
La Porta d'Europa (o Pont Porta d'Europa) és un pont basculant (també anomenat pont llevadís o mòbil) que forma part de les infraestructures i instal·lacions del Port de Barcelona. Va ser inaugurat el juny de l'any 2000, després d'un any de treballs.
El pont és propietat de l'Autoritat Portuària de Barcelona. Els contractistes que van participar en la construcció de l'obra van ser FCC (Fomento de Construcciones y Contratas) y Guinovart. Per altra banda, l'empresa encarregada de la construcció en acer va ser l'espanyola Urssa.

## Història
La necessitat de construir aquest pont va sorgir arran de l'important creixement de tràfic que Port de Barcelona patia al llarg dels anys 90 i algunes dècades anteriors, durant les quals ja s'havien dut a terme tasques de modernització de les instal·lacions portuàries. Coincidint amb el nou mil·lenni, es va veure convenient situar el Port de Barcelona en l'eix dels principals corredors de transport d'Europa. Per assolir aquest objectiu, calia incrementar la productivitat de les terminals, ampliar l'oferta logística, donar pas a la iniciativa privada i reordenar els usos millorant el tràfic de pesquers, creuers turístics i embarcacions esportives, facilitant la renovació de les aigües interiors i millorant les condicions mediambientals. Per aquest motiu, es va projectar la construcció d'una nova bocana en el dic d'abric que, no obstant, quedava aïllada de la resta de les instal·lacions portuàries, de manera que era imprescindible la construcció d'un pont mòbil que unís el moll de Ponent i el que quedaria adossat.
D'aquestes circumstàncies va néixer el pont Porta d'Europa, el disseny del qual es va adjudicar a Juan José Arenas, amb l'assistència tècnica de Walter Kaufmann. Després d'un any de treballs, va ser finalment inaugurat el juny del 2000.

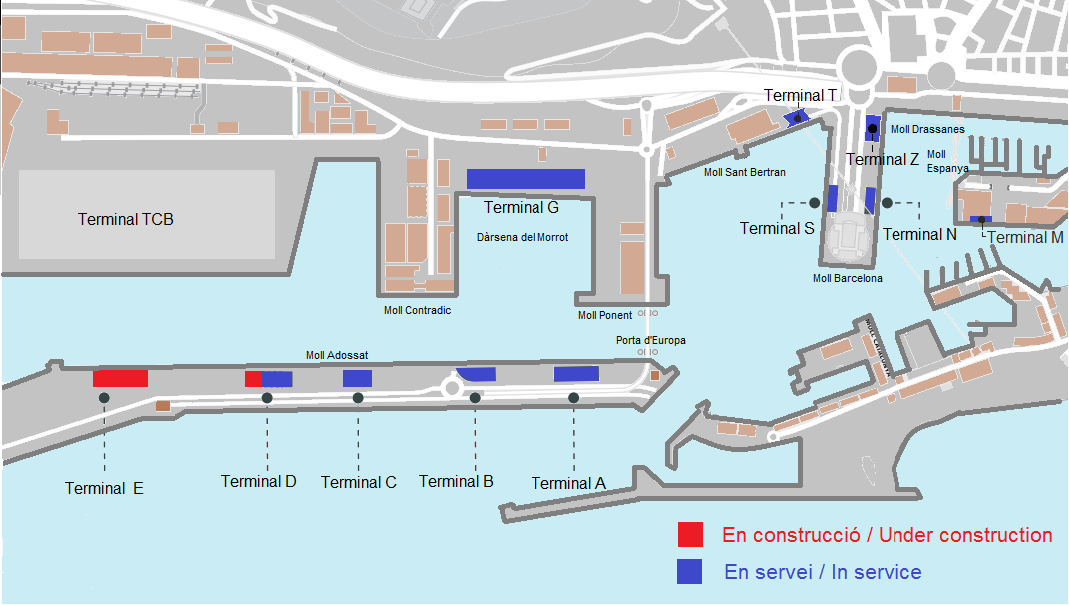
La porta d'Europa uneix les comunicacions terrestres del Moll de Ponent amb el Moll Adossat.

## Disseny i funcionalitat
Des del primer moment, la confecció del pont Porta d'Europa va portar de manera intrínseca els conceptes de funcionalitat i estètica, de manera que del seu disseny se'n desprèn un aire escultòric. A més, va suposar un repte per la complexitat d'enginyeria i la integració en l'entorn.

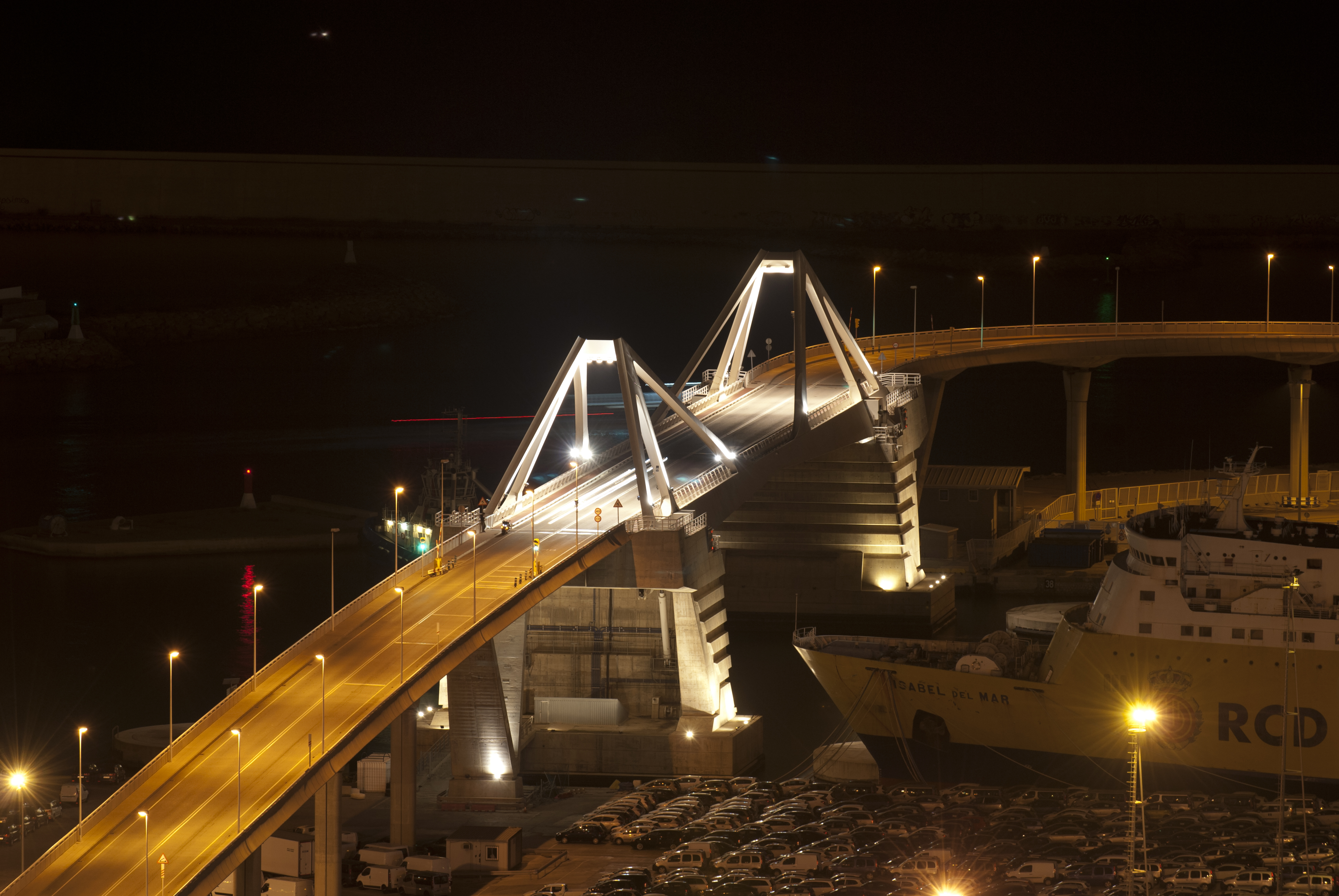
Il·luminació del Pont Porta d'Europa de nit.

El pont en si es compon d'una estructura basculant en acer formada per dues fulles a 22,5 metres d'altura, que es recolzen sobre dues piles ubicades a la dàrsena. El pont s'obra per meitat en pla vertical per donar pas a embarcacions amb una llum lliure de canal de navegació de 100 metres entre les dues piles.

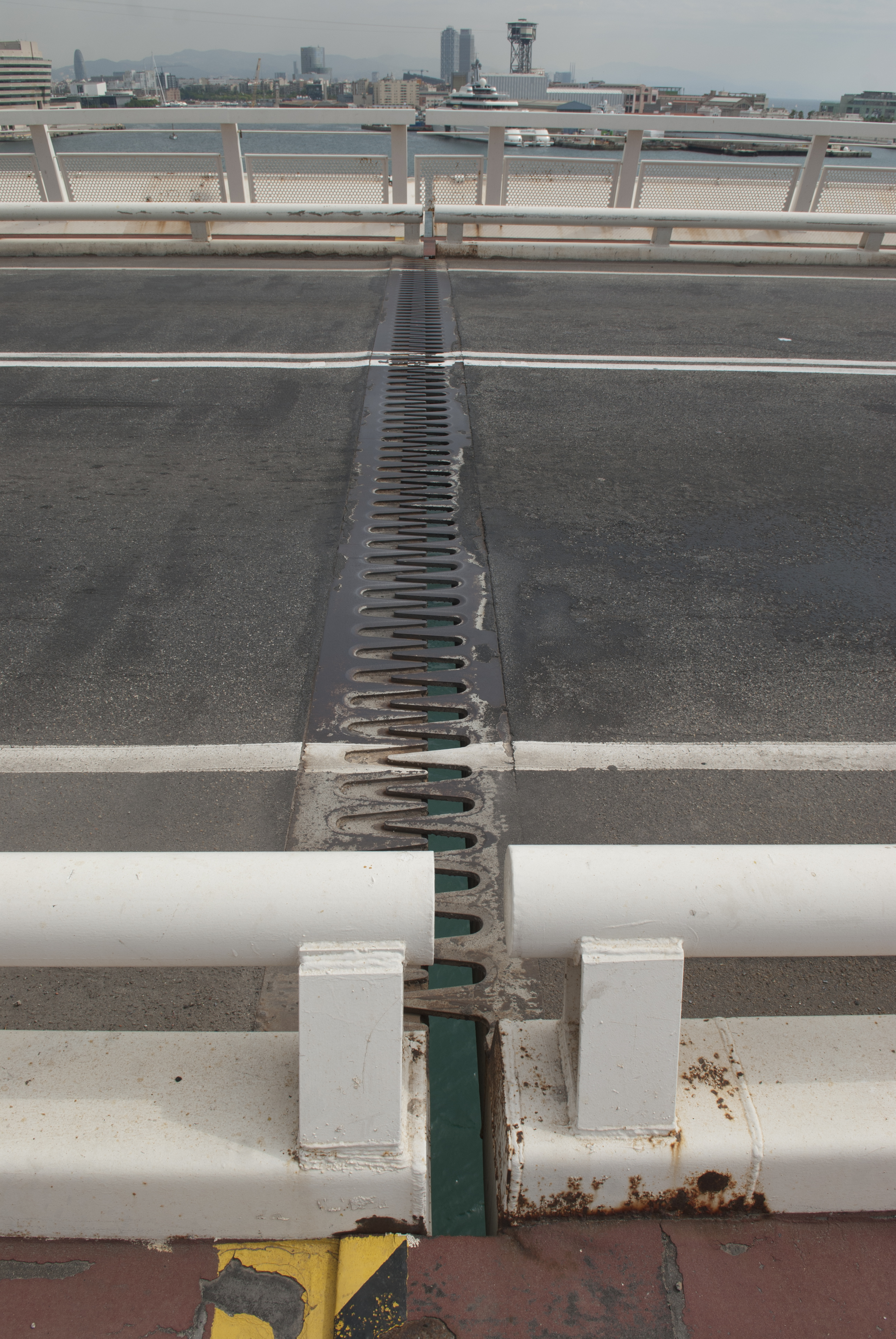
Zona d'unió dels dos taulers mòbils.

El tauler mòbil és atirantat. Els tirants són uns dels elements més característics de l'estructura. Ajuden a suportar les forces i col·laboren en la resistència dels esforços deguts al vent quan el pont està obert. Cada vora lateral del pont (en total 4) disposa d'un tirant per a ell, de manera que transforma la llinda contínua en un conjunt atirantat. Els tirants estan construïts en acer estructural i són capaços de treballar en compressió (quan el vent bufa amb el pont obert) i alhora en tracció (alleugerant les flexions que es produeixen al tauler quan el pont està tancat). En total, es va utilitzar 1.300 tones d'acer estructural.

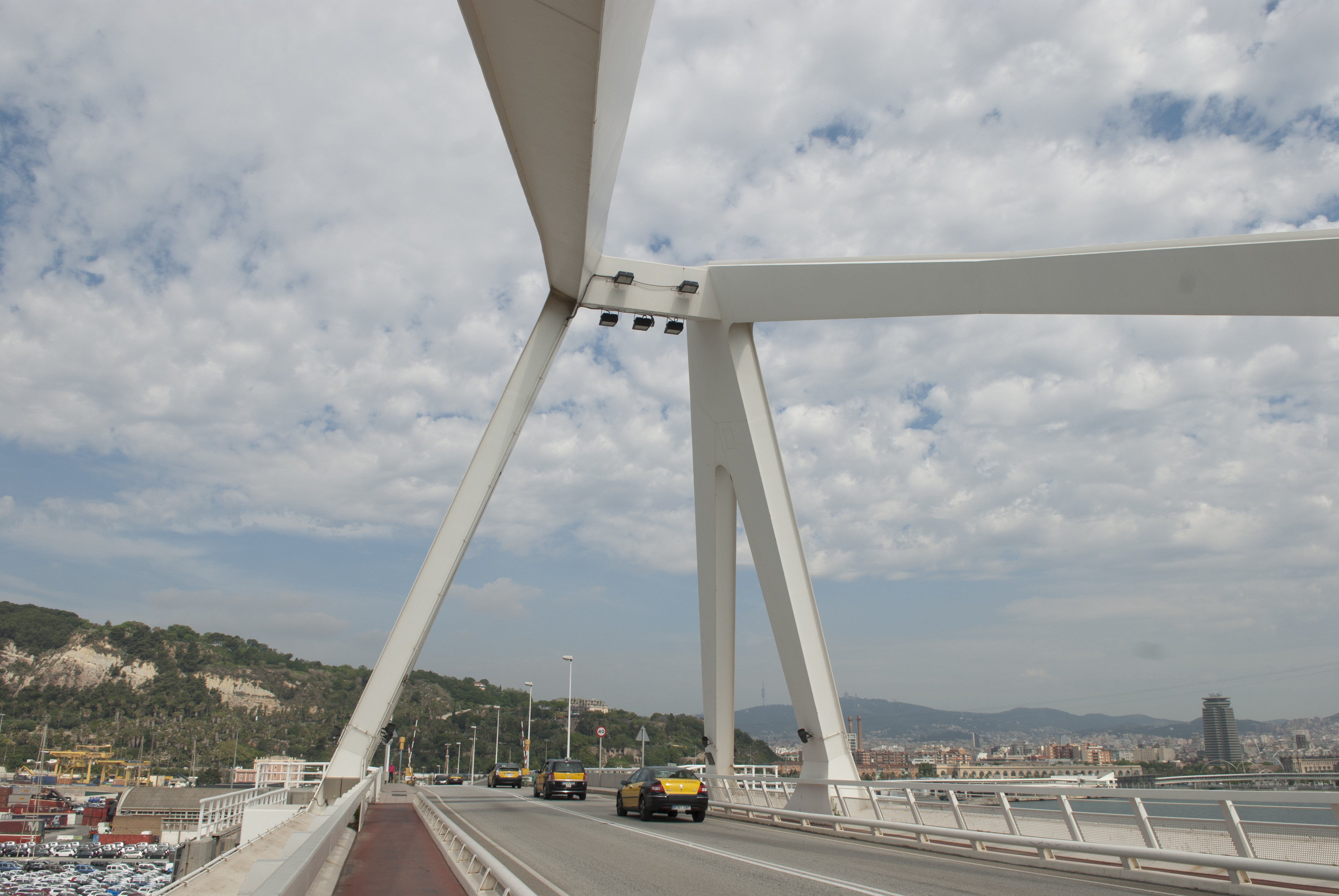
Detall de les estructures d'acer que actuen de tirants per alleugerar els esforços del taulell.

Les piles sobre les quals es recolza el tauler mòbil estan cimentades sobre pilots i formades per caixes obertes de formigó. Això fa que tinguin un disseny obert que deixin veure la rotació de les fulles mòbils, inclosos els contrapesos, de manera que es pot veure com l'estructura gira quan el pont s'obre i es tanca.

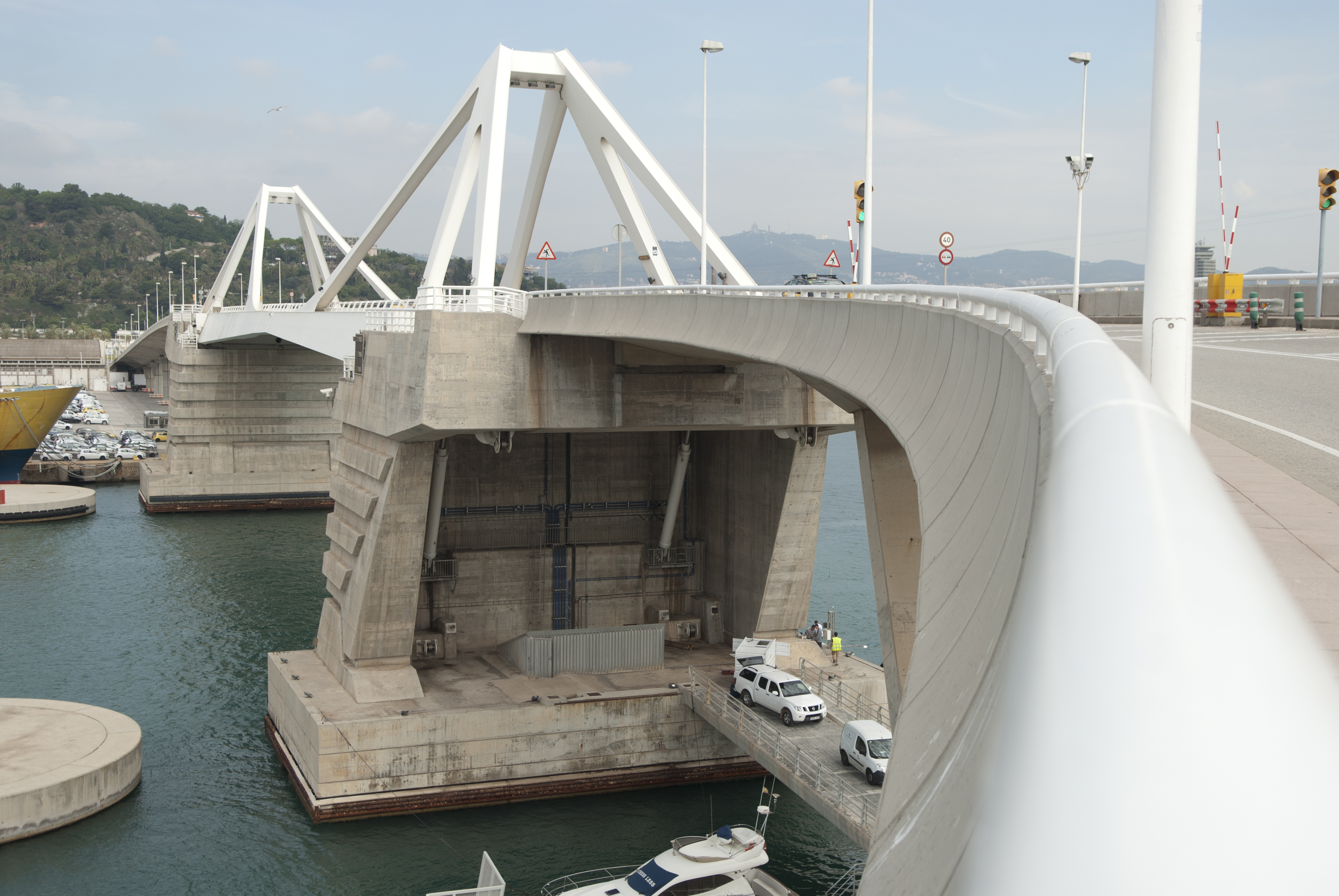
Detall de les piles de formigó en forma de caixa oberta. També és visible les tubs i els pistons hidràulics que regulen l'obertura i tancament mecànic el pont.

Al pont s'hi accedeix a través de dos viaductes d'accés que s'aixequen fins a 22 metres sobre el nivell del mar. Aquests viaductes estan formats per taulers continus de formigó pretesat i es recolzen sobre suports d'aspecte senzill i esvelt. Les piles en forma de V majúscula permeten la transició dels viaductes al pont mòbil.

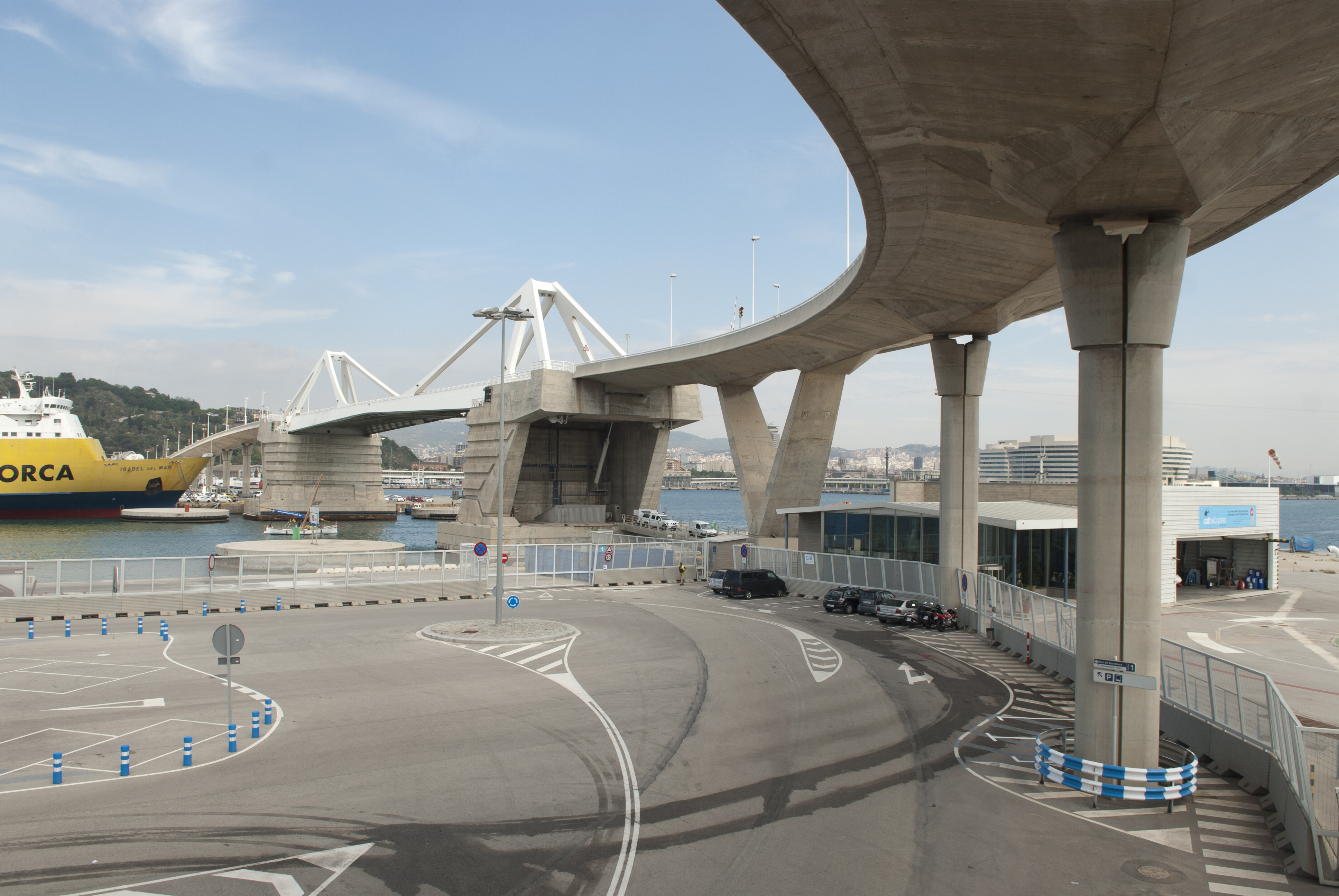
Detall d'un dels viaductes d'accés per la part inferior. També són visibles les pila en forma de V.

En el seu aspecte funcional, el pont permet el pas d'embarcacions de gran envergadura gràcies a la seva mobilitat. Ara bé, les embarcacions més petites (barques recreatives, pesquers i remolcadors) de fins a 19 metres d'altura poden traspassar-lo sense la necessitat d'obrir el tram mòbil. Per a naus majors, cal obrir el pont, una operació que es realitza des d'un centre de control ubicat a l'interior del recinte portuari. Normalment, el temps requerit per fer les maniobres (obrir o tancar el pont) és de 3 minuts. Ara bé, en superfície, aquesta operació suposa una espera de 20 minuts pels vehicles terrestres que travessen el pont.
Per facilitar la circulació dels cotxes, es disposa d'una secció transversal de 12 metres d'altura formada per dos carrils de 3,5 metres d'amplada cadascun, vorals d'1 metre i voreres d'1,5 metres.

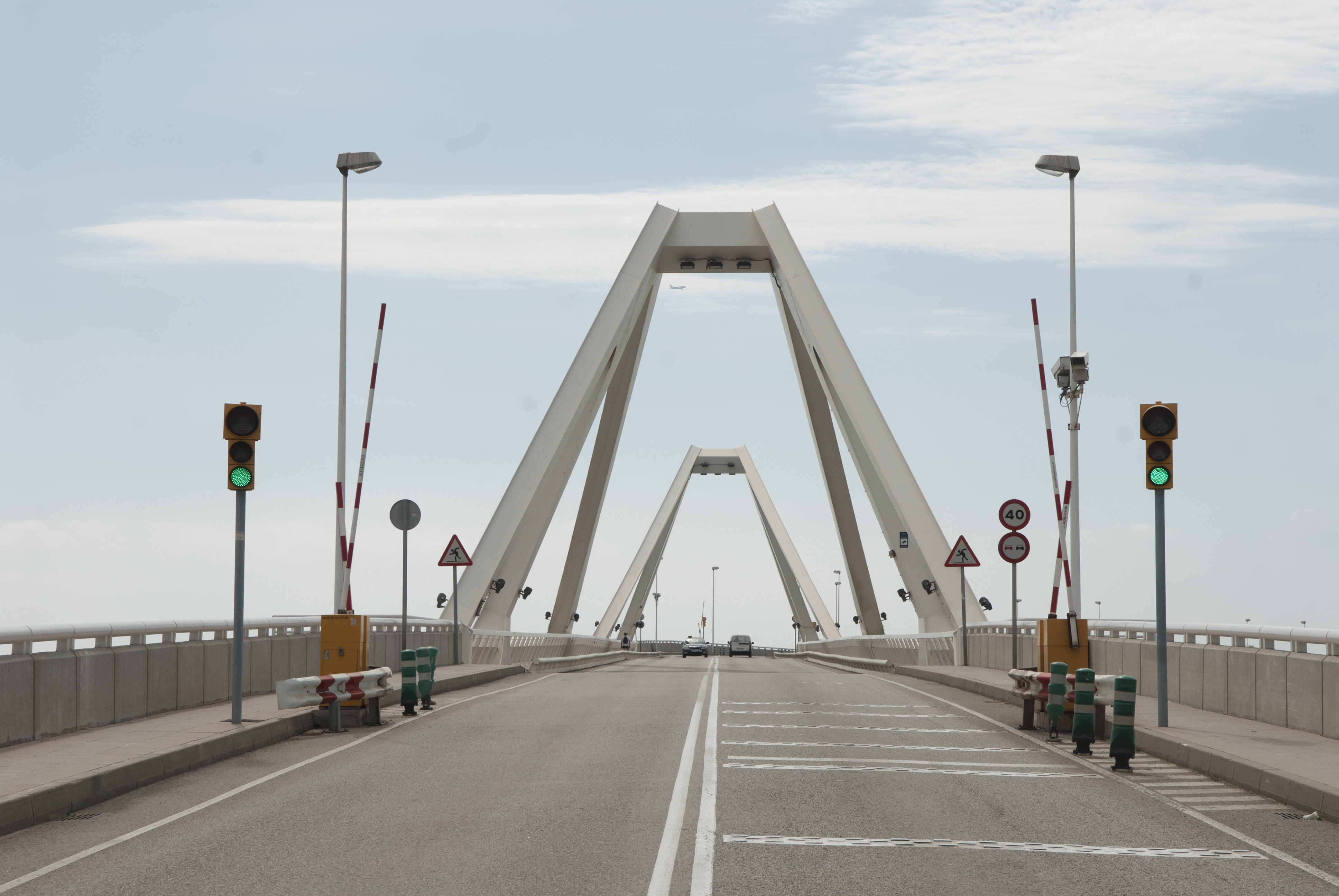
Aspecte de la calçada superior.

El conjunt dels 2 viaductes d'accés i el pont en si enen una longitud total de 1.150 metres.

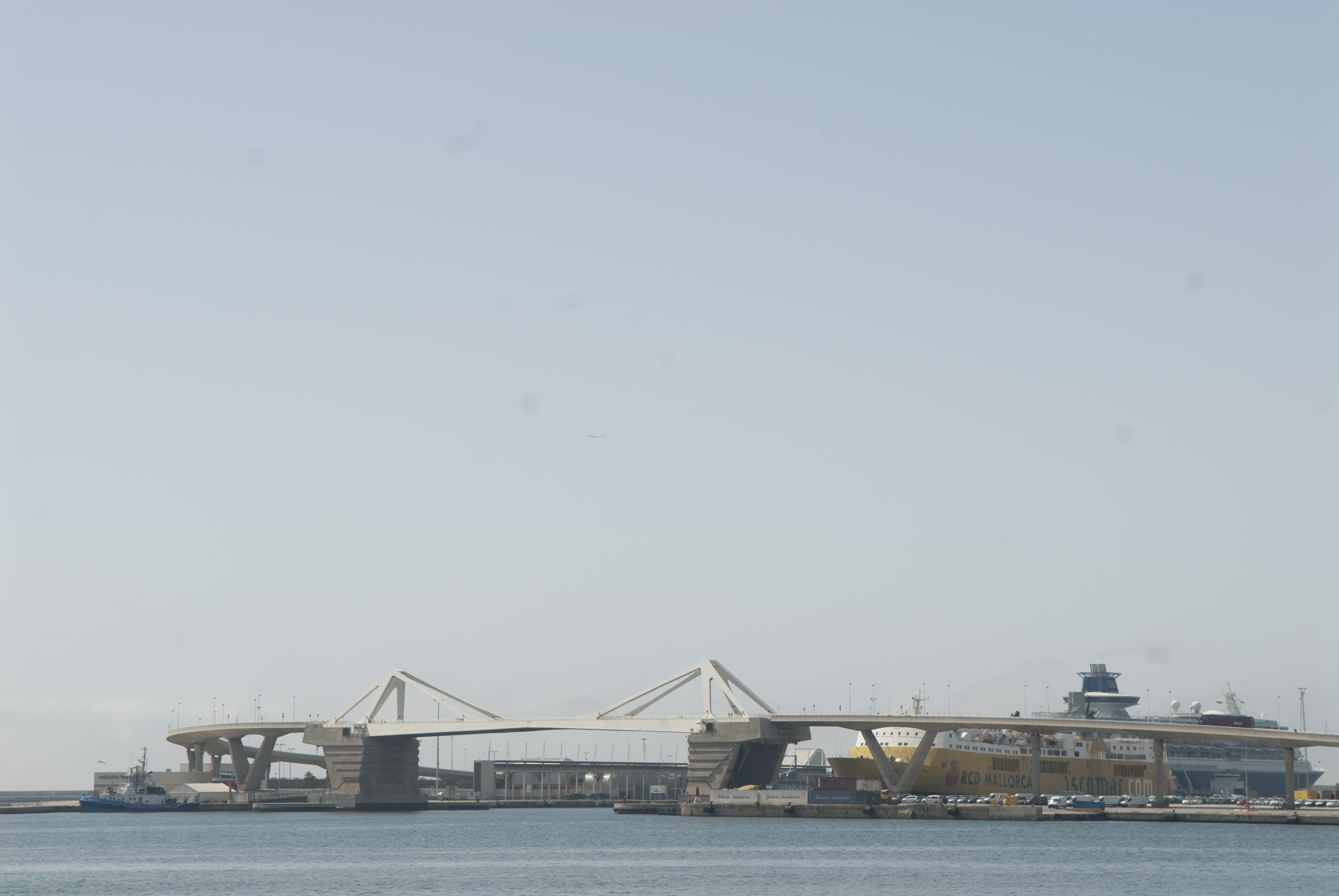
Vista del conjunt del pont amb els viaductes d'accés.

## Rècords
Immediatament després de la seva posada en servei i des d'aleshores, la Porta d'Europa ha ostentat el rècord de ser el major pont de la seva tipologia en el món. Els 109 metres que mesura la llum del seu tram mòbil, és a dir, la distància entre les ròtules de rotació de cadascuna de les seves fulles, li han atorgat el rècord i el renom de ser un pont singular i únic en el món d'aquestes característiques.